# Saint-Sauveur-de-Montagut
Pour les articles homonymes, voir Saint-Sauveur et Montagut.
Saint-Sauveur-de-Montagut est une commune française, située dans le département de l'Ardèche en région Auvergne-Rhône-Alpes.
Les habitants sont appelés les Montagutiens et les Montagutiennes.

## Géographie

### Situation et description
Situé à l'intersection de quatre vallées (Eyrieux, Orsanne, Glueyre et Auzène), le village est niché principalement le long de la vallée de l'Eyrieux à une altitude d'environ 200 mètres.
Saint-Sauveur-de-Montagut est située à 25 kilomètres du Cheylard, de Vernoux-en-Vivarais, de Privas et de La Voulte.

### Climat
Pour des articles plus généraux, voir Climat d'Auvergne-Rhône-Alpes et Climat de l'Ardèche.
En 2010, le climat de la commune est de type climat méditerranéen altéré, selon une étude du CNRS s'appuyant sur une série de données couvrant la période 1971-2000. En 2020, Météo-France publie une typologie des climats de la France métropolitaine dans laquelle la commune est dans une zone de transition entre le climat de montagne et le climat méditerranéen et est dans la région climatique  Moyenne vallée du Rhône, caractérisée par un bon ensoleillement en été (fraction d’insolation > 60 %), une forte amplitude thermique annuelle (4 à 20 °C), un air sec en toutes saisons, orageux en été, des vents forts (mistral), une pluviométrie élevée en automne (250 à 300 mm). 
Pour la période 1971-2000, la température annuelle moyenne est de 12,6 °C, avec une amplitude thermique annuelle de 17,4 °C. Le cumul annuel moyen de précipitations est de 1 224 mm, avec 6,9 jours de précipitations en janvier et 5,1 jours en juillet. Pour la période 1991-2020, la température moyenne annuelle observée sur la station météorologique de Météo-France la plus proche, « Gluiras Rad », sur la commune de Gluiras à 5 km à vol d'oiseau, est de 11,2 °C et le cumul annuel moyen de précipitations est de 1 201,5 mm,. Pour l'avenir, les paramètres climatiques de la commune estimés pour 2050 selon différents scénarios d'émission de gaz à effet de serre sont consultables sur un site dédié publié par Météo-France en novembre 2022.

### Hydrographie
La commune est traversée par l'Eyrieux, la Glueyre et l'Auzène et l'Orsanne,,,.

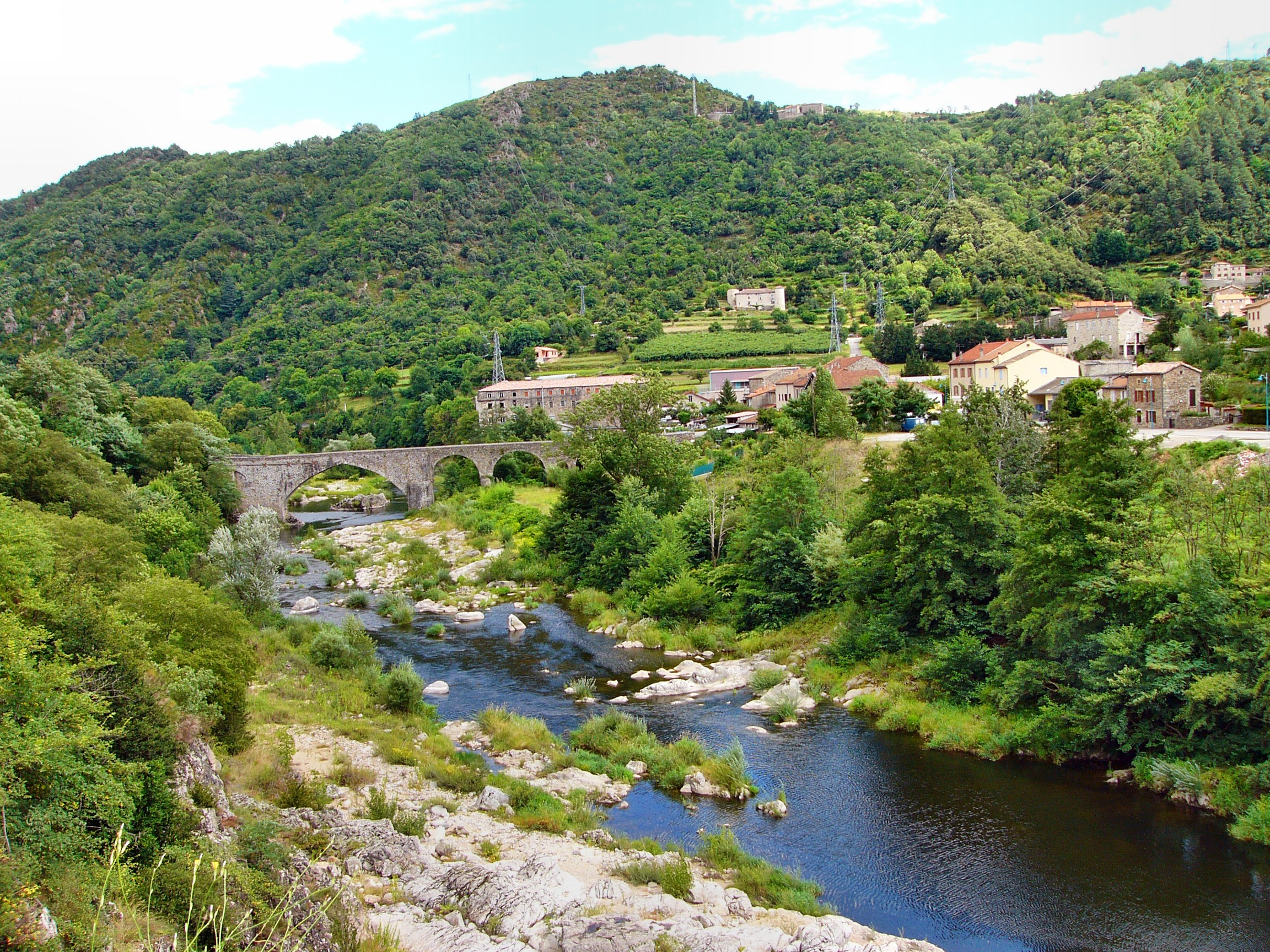
Le pont du Moulinon sur l'Eyrieux.
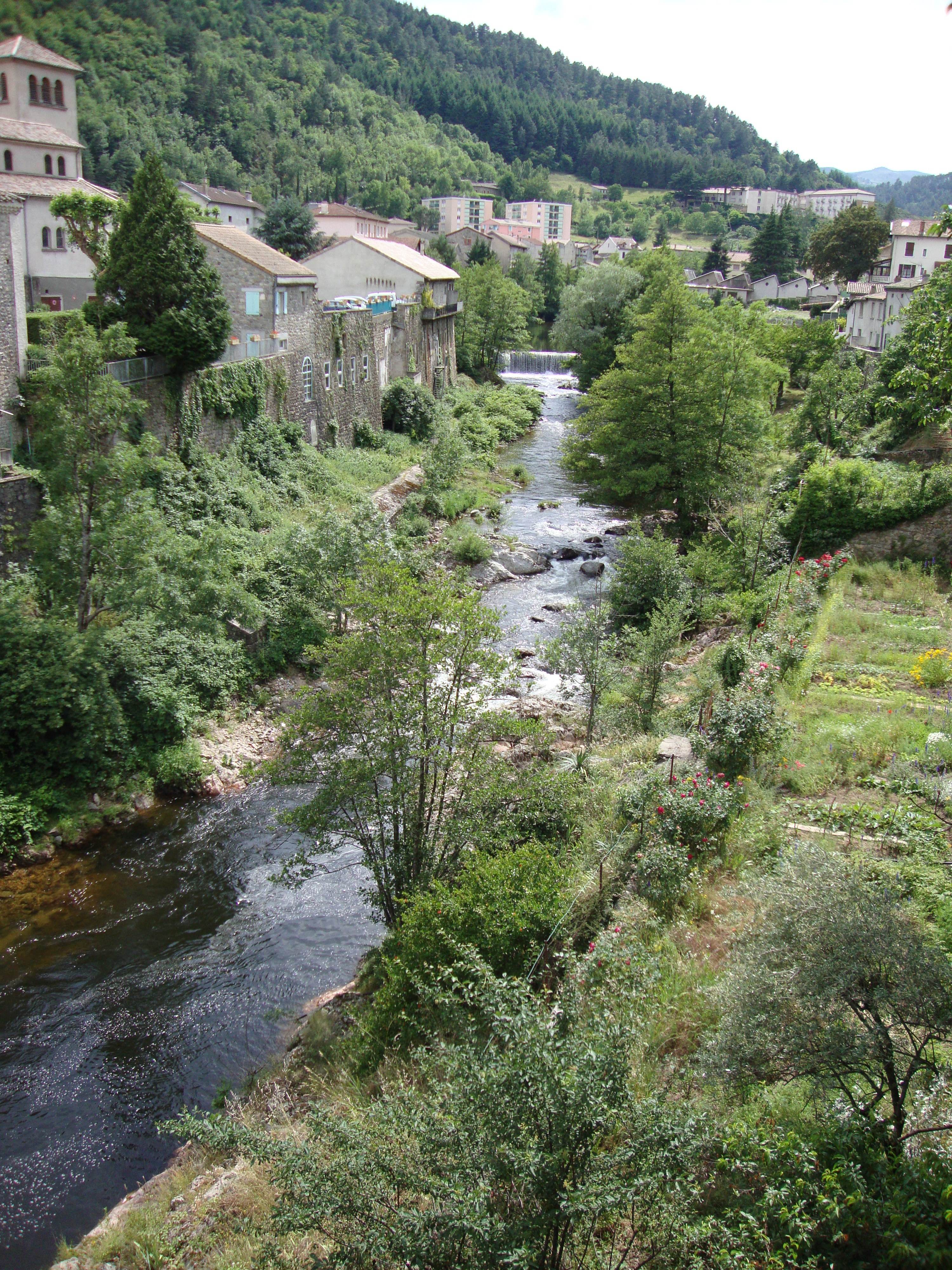
La Glueyre vers l'amont.
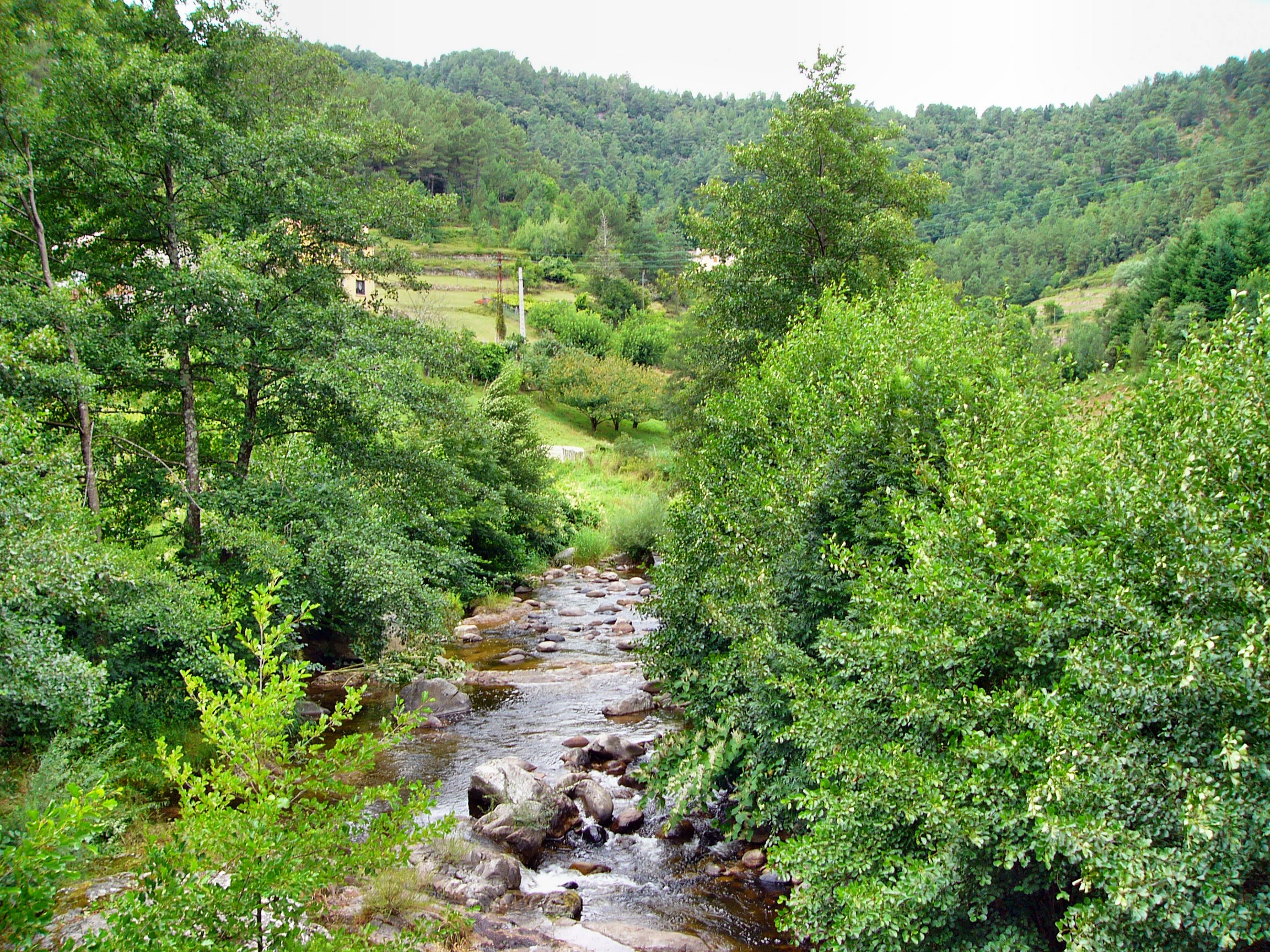
L'Auzène au Moulinon.

### Voies de communication
Le territoire communal est traversé par la RD 120.

## Urbanisme

### Typologie
Au 1er janvier 2024, Saint-Sauveur-de-Montagut est catégorisée commune rurale à habitat dispersé, selon la nouvelle grille communale de densité à 7 niveaux définie par l'Insee en 2022.
Elle est située hors unité urbaine et hors attraction des villes,.

### Occupation des sols
L'occupation des sols de la commune, telle qu'elle ressort de la base de données européenne d’occupation biophysique des sols Corine Land Cover (CLC), est marquée par l'importance des forêts et milieux semi-naturels (74,7 % en 2018), en diminution par rapport à 1990 (78,4 %). La répartition détaillée en 2018 est la suivante : 
forêts (66 %), prairies (9,6 %), zones agricoles hétérogènes (9 %), milieux à végétation arbustive et/ou herbacée (8,7 %), zones urbanisées (6,8 %).
L'évolution de l’occupation des sols de la commune et de ses infrastructures peut être observée sur les différentes représentations cartographiques du territoire : la carte de Cassini (XVIIIe siècle), la carte d'état-major (1820-1866) et les cartes ou photos aériennes de l'IGN pour la période actuelle (1950 à aujourd'hui).

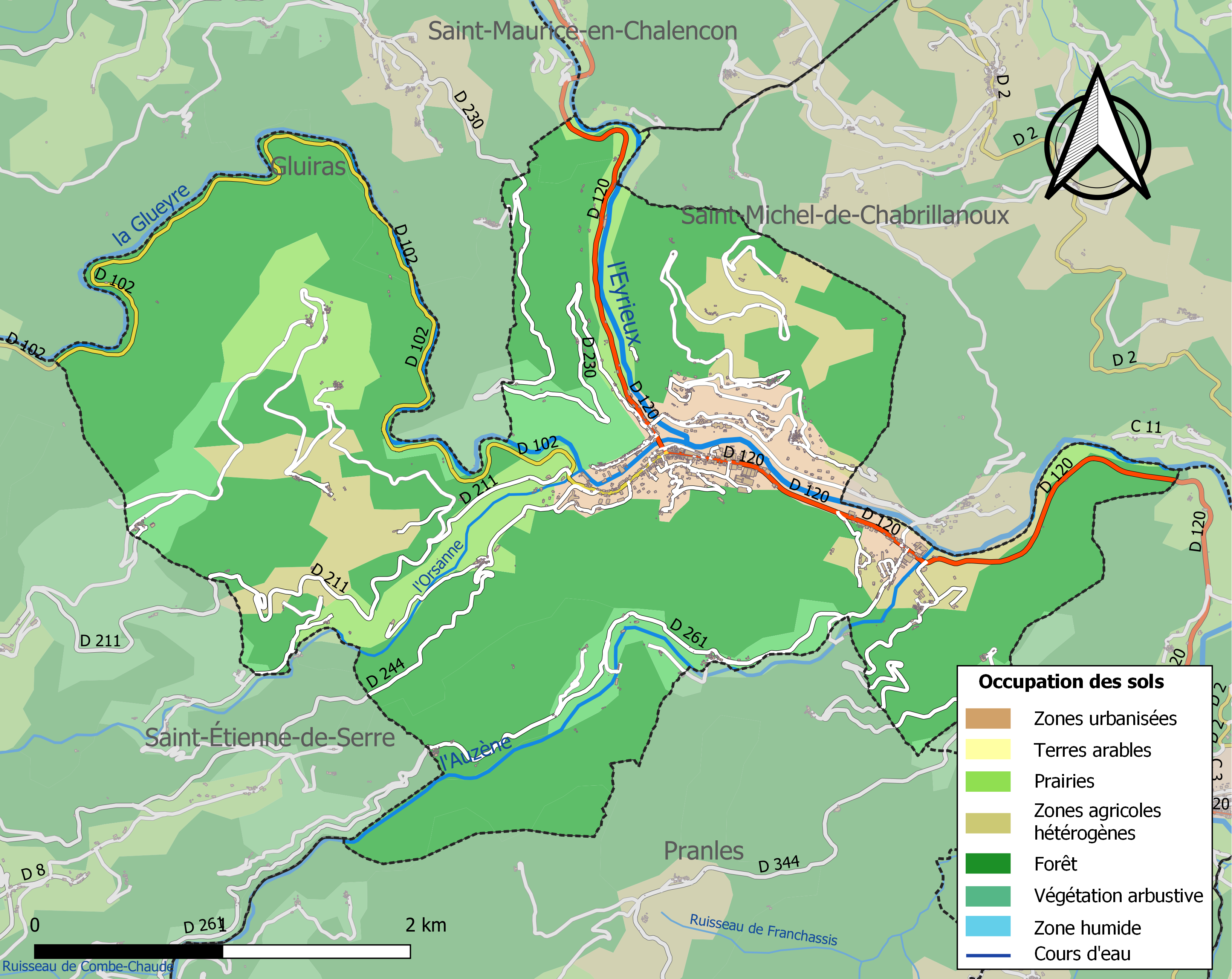
Carte des infrastructures et de l'occupation des sols de la commune en 2018 (CLC).

### Risques naturels

#### Risques sismiques
L'ensemble du territoire de la commune de Saint-Sauveur-de-Montagut est situé en zone de sismicité no 2 (sur une échelle de 5), comme la plupart des communes situées sur le plateau et la montagne ardéchoise, mais non loin de la zone de sismicité no 3 située à l'est du département et plus précisément aux abords de la vallée du Rhône.
| Type de zone | Niveau           | Définitions (bâtiment à risque normal) |
| ------------ | ---------------- | -------------------------------------- |
| Zone 2       | Sismicité faible | accélération = 1,1 m/s2                |

## Histoire

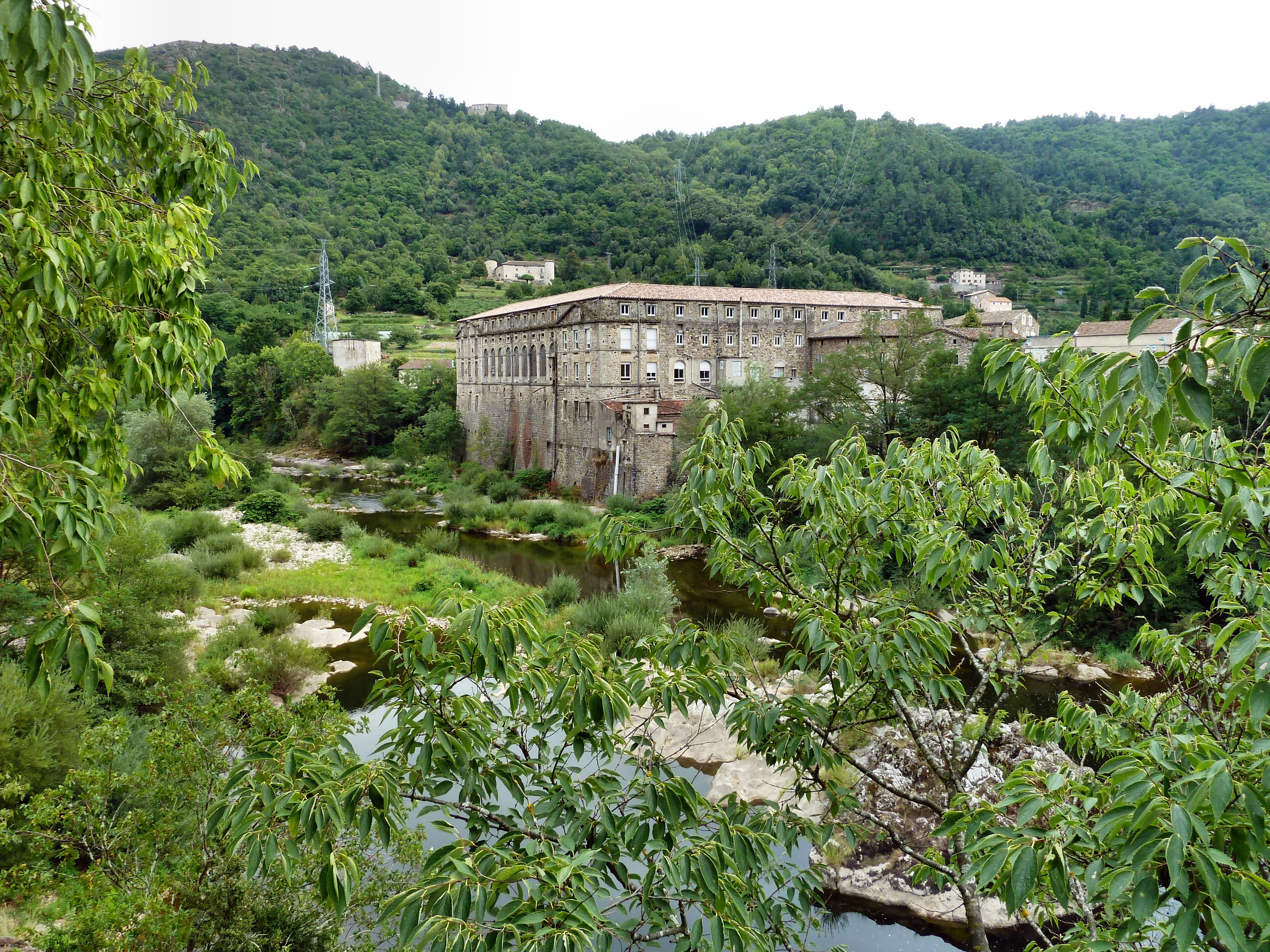
L'Eyrieux et la filature au Moulinon.

La moyenne vallée de l'Eyrieux a permis l'implantation de manufactures dès le XIXe siècle, notamment dans les domaines de la soie avec des filatures et du tissage,.

## Politique et administration

### Tendances politiques et résultats

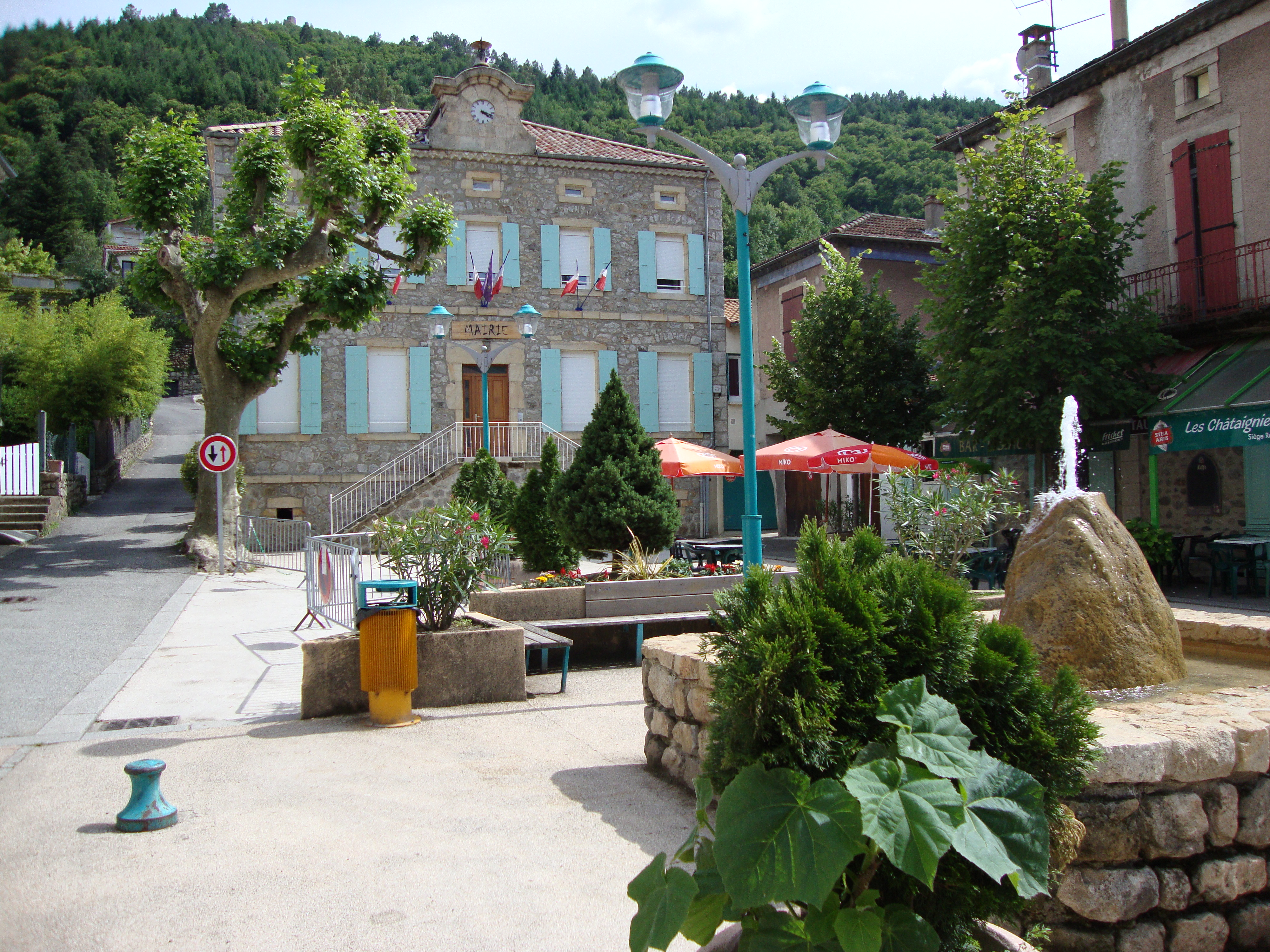
Mairie du village.

Après deux mandats successifs, le maire Jean-Louis Beyron (DVD) décide de ne pas se représenter en 2014. Roger Mazat (DVG) qui avait déjà été maire de la commune après avoir été battu par Jean-Louis Beyron en 2001 est élu maire le 30 mars 2014. À la suite du décès de Roger Mazat en novembre 2018, des élections anticipées sont organisées. Le scrutin oppose une liste conduite par Patricia Brun, adjointe du maire Roger Mazat, et une liste conduite par l'ancien maire Jean-Louis Beyron. C'est la liste menée par l'ancien maire qui remporte le scrutin du 10 février 2019.
En Mars 2020, Jacky Barbisan est élu Maire avec une liste issue de la majorité sortante.

### Liste des maires
| Période                                  | Période                       | Identité          | Étiquette   | Qualité                    |
| ---------------------------------------- | ----------------------------- | ----------------- | ----------- | -------------------------- |
| Les données manquantes sont à compléter. |                               |                   |             |                            |
|                                          | mars 1977                     | Paul Mazet        | DVG puis PS | Banquier                   |
| mars 1977                                | juin 1995                     | Fernand Dessus    | PS          | Dentiste                   |
| juin 1995                                | mars 2001                     | Roger Mazat       | DVG         | Proviseur                  |
| mars 2001                                | mars 2014                     | Jean-Louis Beyron | DVD         | Médecin                    |
| mars 2014                                | 16 novembre 2018 (décès)      | Roger Mazat       | DVG         | Retraité de l'enseignement |
| 15 février 2019                          | 28 mai 2020                   | Jean-Louis Beyron | DVD         | Médecin                    |
| 28 mai 2020                              | En cours (au 2 décembre 2020) | Jacky Barbisan    | DVD         | Retraité de l'enseignement |

## Population et société

### Démographie
L'évolution du nombre d'habitants est connue à travers les recensements de la population effectués dans la commune depuis 1793. Pour les communes de moins de 10 000 habitants, une enquête de recensement portant sur toute la population est réalisée tous les cinq ans, les populations de référence des années intermédiaires étant quant à elles estimées par interpolation ou extrapolation. Pour la commune, le premier recensement exhaustif entrant dans le cadre du nouveau dispositif a été réalisé en 2005.

En 2022, la commune comptait 1 112 habitants, en évolution de −0,18 % par rapport à 2016 (Ardèche : +2,48 %, France hors Mayotte : +2,11 %).
| 1793 | 1800 | 1806 | 1821 | 1831 | 1836 | 1841 | 1846 | 1851 |
| ---- | ---- | ---- | ---- | ---- | ---- | ---- | ---- | ---- |
| 687  | 590  | 653  | 643  | 755  | 853  | 804  | 952  | 978  |

| 1856 | 1861  | 1866  | 1872  | 1876  | 1881  | 1886  | 1891  | 1896  |
| ---- | ----- | ----- | ----- | ----- | ----- | ----- | ----- | ----- |
| 988  | 1 009 | 1 095 | 1 076 | 1 196 | 1 178 | 1 176 | 1 324 | 1 266 |

| 1901  | 1906  | 1911  | 1921  | 1926  | 1931  | 1936  | 1946  | 1954  |
| ----- | ----- | ----- | ----- | ----- | ----- | ----- | ----- | ----- |
| 1 241 | 1 288 | 1 616 | 1 387 | 1 584 | 1 769 | 1 788 | 1 708 | 1 692 |

| 1962  | 1968  | 1975  | 1982  | 1990  | 1999  | 2005  | 2006  | 2010  |
| ----- | ----- | ----- | ----- | ----- | ----- | ----- | ----- | ----- |
| 1 675 | 1 650 | 1 615 | 1 439 | 1 396 | 1 248 | 1 161 | 1 147 | 1 139 |

| 2015  | 2020  | 2022  | - | - | - | - | - | - |
| ----- | ----- | ----- | - | - | - | - | - | - |
| 1 111 | 1 103 | 1 112 | - | - | - | - | - | - |

### Enseignement
Saint-Sauveur-de-Montagut est rattaché à l'Académie de Grenoble. Les élèves commencent leur scolarité à l'école maternelle du Moulinon, puis l'école primaire des platanes. Ils poursuivent leur parcours au Collège de l'Eyrieux, toujours au village.

### Sports
La ville a accueilli le départ de la 6ème étape du Tour cycliste féminin international de l'Ardèche 2019.

### Médias
Deux journaux couvrent l'actualité de la commune et de sa région :
- L'Hebdo de l'Ardèche, journal hebdomadaire français basé à Valence et couvrant l'actualité de tout le département de l'Ardèche ;
- Le Dauphiné libéré, journal quotidien de la presse écrite française régionale distribué dans la plupart des départements de l'ancienne région Rhône-Alpes, notamment l'Ardèche. La commune est située dans la zone d'édition de Privas-centre-Ardèche.

### Cultes

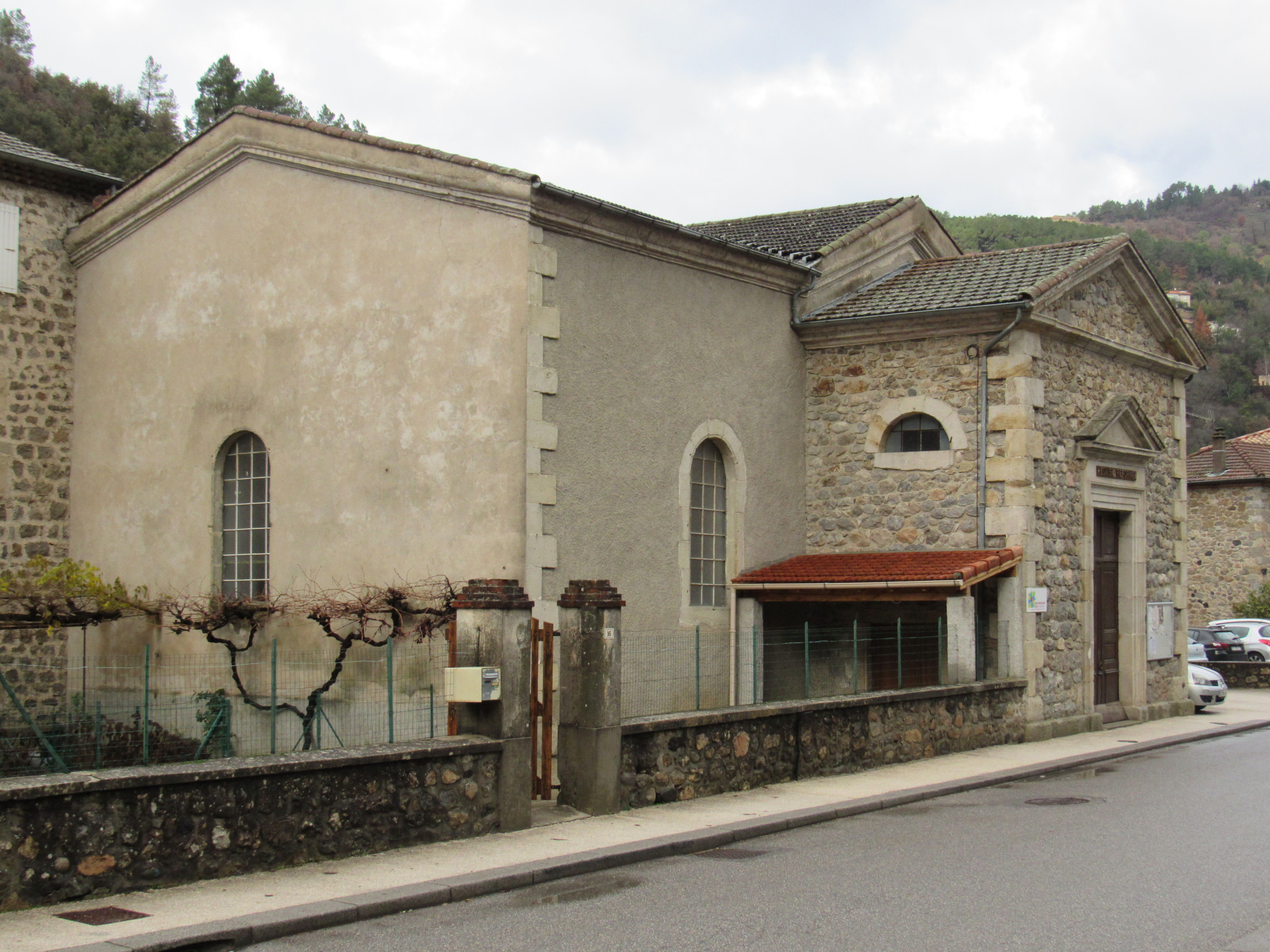
Temple de Saint-Sauveur-de-Montagut

Les personnes de confession catholiques disposent d'un lieu de culte, l'église Saint-Marc. L'église protestante unie de France possède un temple, dans la commune.
L'église (propriété de la commune) et la communauté catholique de Saint-Sauveur-en-Montagut sont rattachées à la paroisse catholique de « Sacré Cœur en Val d’Eyrieux », elle même rattachée au diocèse de Viviers.

## Économie

### Entreprises et commerces

#### Agriculture
Saint-Sauveur-de-Montagut fait également partie de la zone d'appellation de plusieurs produits agricoles :
- Coteaux-de-l'ardèche, IGP, dans les 3 couleurs
- Comtés-rhodaniens, IGP, dans les 3 couleurs
- Châtaigne d'Ardèche AOC
- Jambon de l'Ardèche IGP
- Saucisson de l'Ardèche IGP
- Picodon AOC
- Poulet des Cévennes IGP
- Pintade de l'Ardèche

#### Industrie et artisanat
La fabrique de sorbets Terre adélice est implantée sur le territoire depuis 1996.

## Culture locale et patrimoine

### Lieux et monuments

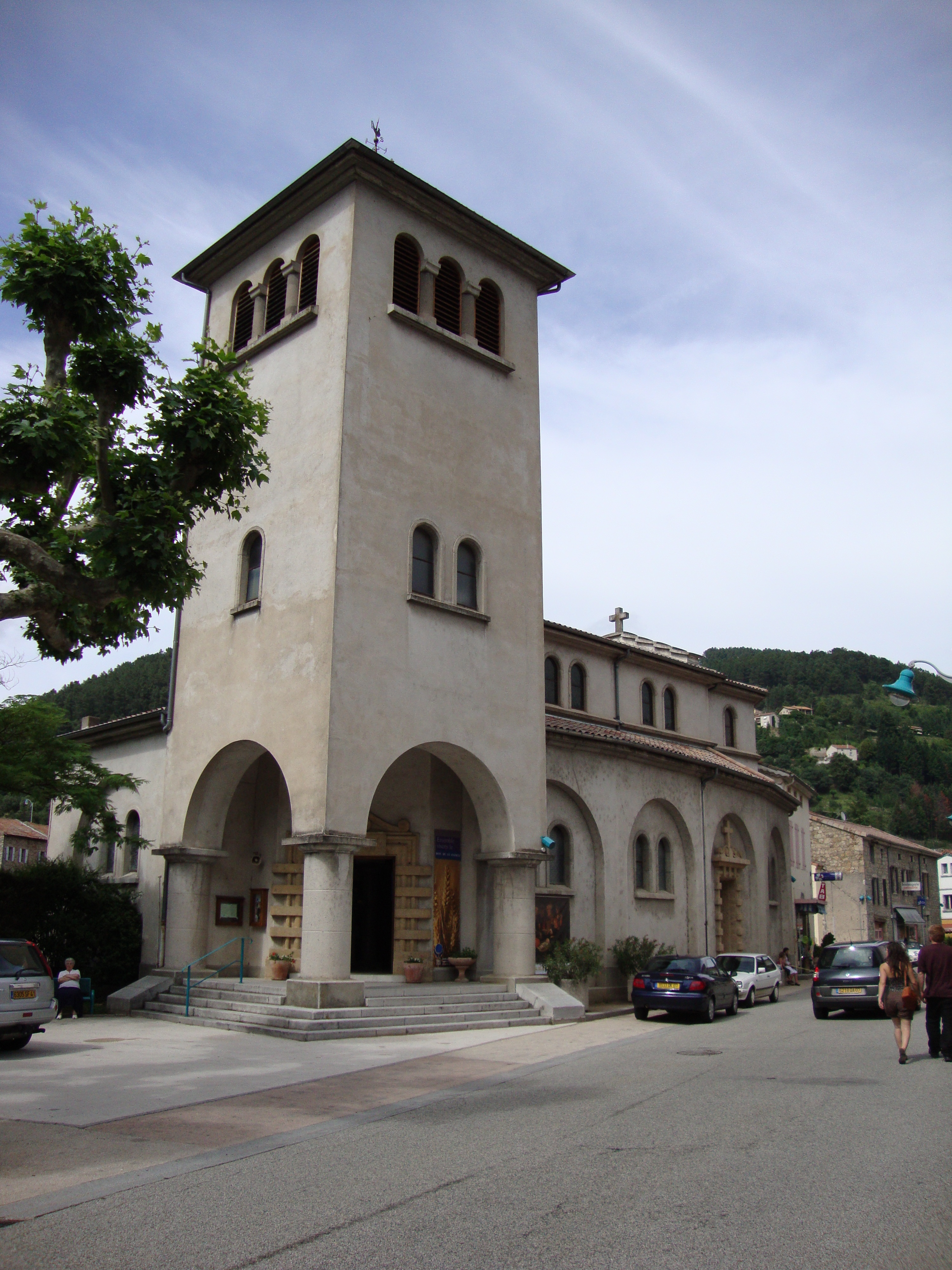
L'église.

- Église Saint-Sauveur de Saint-Sauveur-de-Montagut.
- Temple protestant de Saint-Sauveur-de-Montagut.

### Personnalités liées à la commune
- Émile Victor Giraud (1868-1946), général français de la Première Guerre mondiale, grand-croix de la Légion d'honneur.
- André Herbemont (1893-1966), ingénieur aéronautique.
- Marion Fayolle (1988-), dessinatrice de presse, illustratrice, autrice de bande dessinée et romancière.

### Héraldique
| Blason de Saint-Sauveur-de-Montagut | Blason  | De gueules à la tour d'argent, donjonnée et sommée dune tourelle du même, ouverte et ajourée du champ. |
| Blason de Saint-Sauveur-de-Montagut | Détails | Adopté par la municipalité.                                                                            |

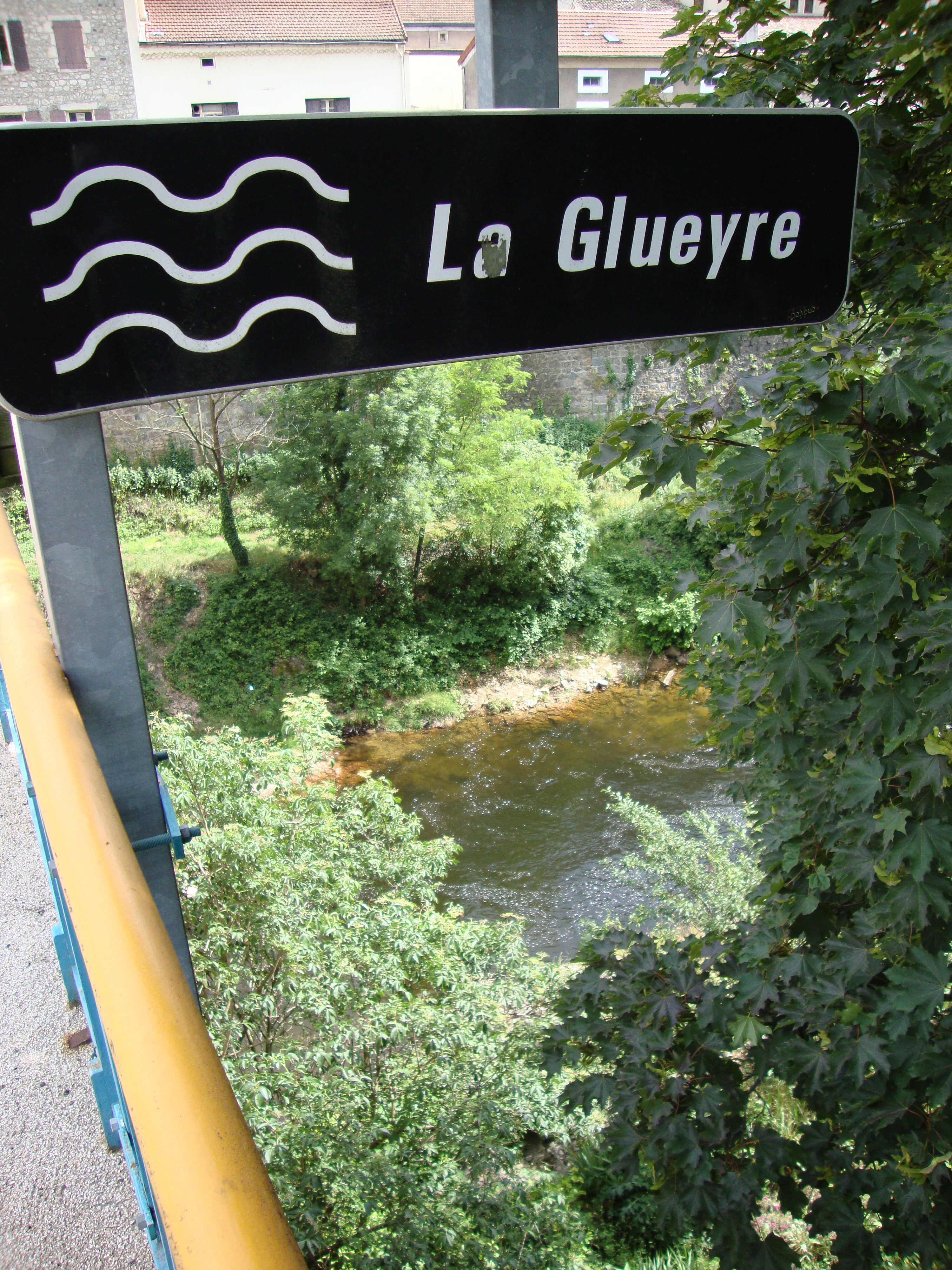
Panneau La Gluyere.
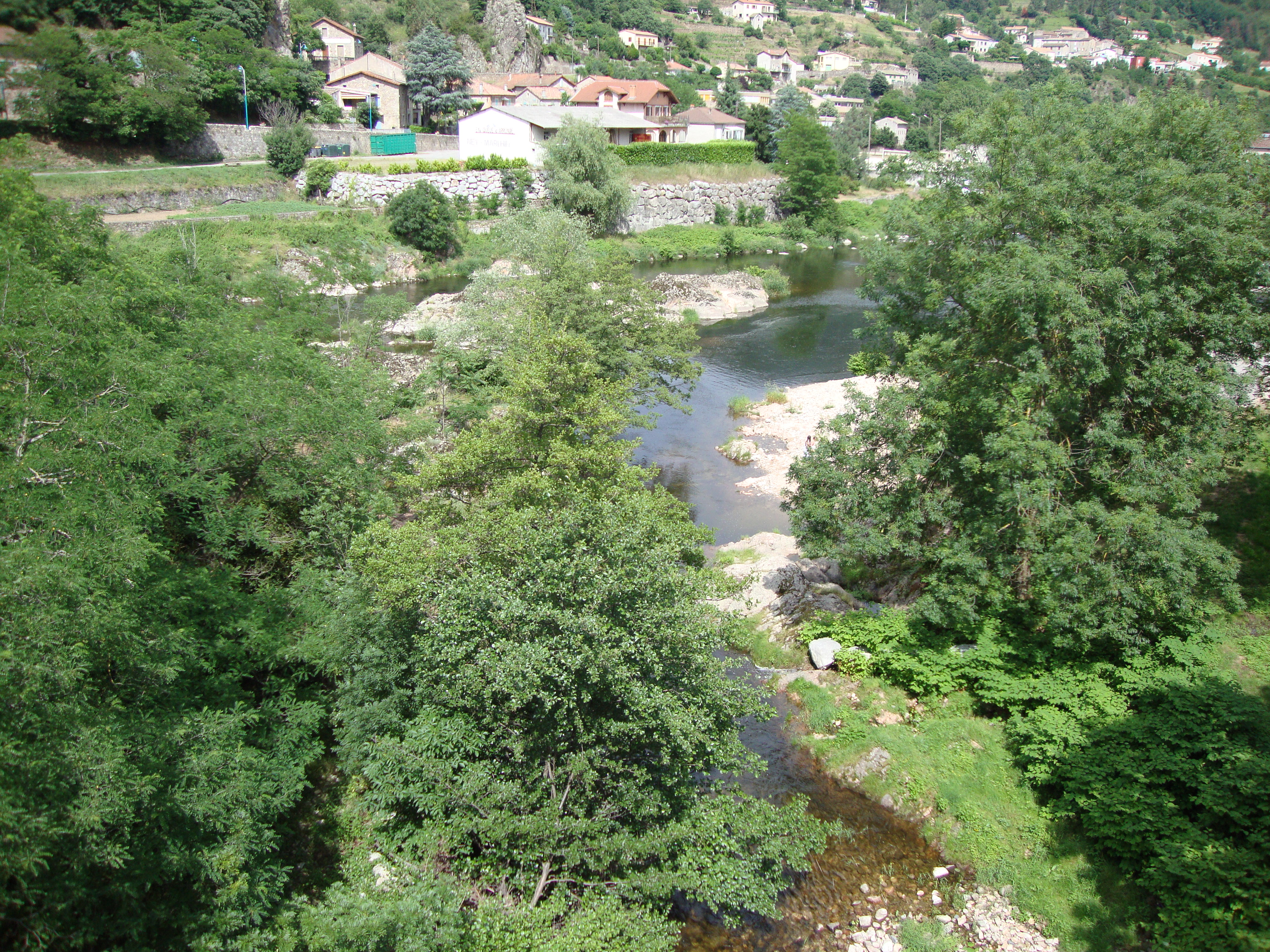
La Glueyre débouchant dans l'Eyrieux.